# Tommaso Orsini
Tommaso Orsini (zm. 10 lipca 1390) – włoski kardynał okresu wielkiej schizmy zachodniej, reprezentujący "rzymską" obediencję.

## Życiorys
Był synem Napoleone Orsiniego, wielkiego protonotariusza królestwa Sycylii, i Małgorzaty Palearia z rodziny hrabiów Manoppello. Otrzymał nominację kardynalską od papieża Urbana VI na początku lat 80. XIV wieku. Był jednym z najbliższych współpracowników Urbana VI. W 1385 ostrzegł papieża przed spiskiem sześciu kardynałów przeciwko niemu (pięciu z nich zostało straconych, szósty, Adam Easton, ocalał dzięki wstawiennictwu angielskiego króla, ale został pozbawiony godności i zesłany do klasztoru). Służył jako wikariusz papieski w Rzymie (1384) oraz legat w prowincjach Umbria i Patrymonium św. Piotra (1386–1387). Uczestniczył w konklawe 1389 i koronował nowego papieża Bonifacego IX w dniu 9 listopada 1389. Zmarł na zamku Montenero Sabino koło Rieti i został pochowany w bazylice watykańskiej.